# Тихорецкий машиностроительный завод имени В. В. Воровского

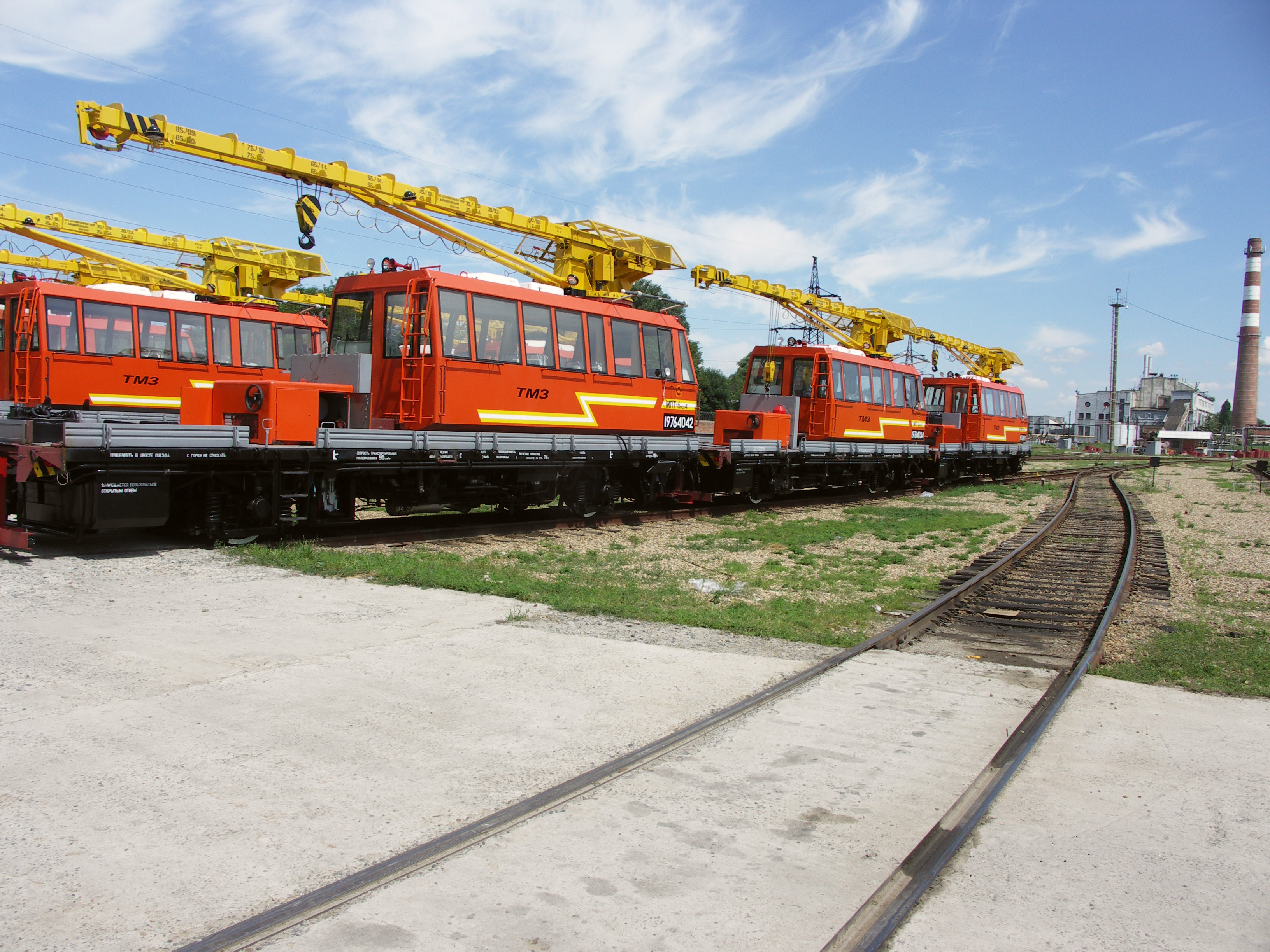
МПТ-6 исп.4 перед отгрузкой

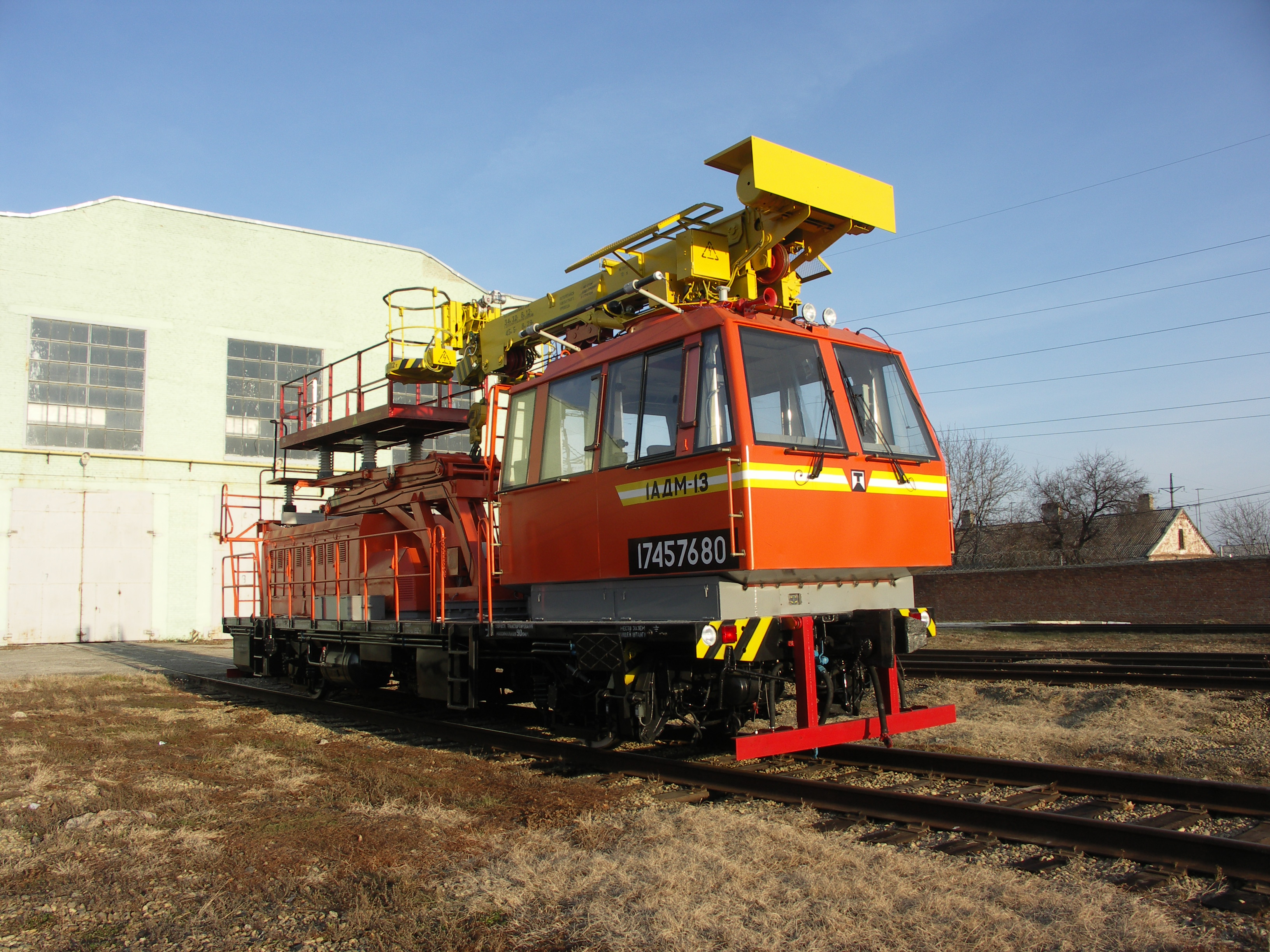
1АДМ-1,3

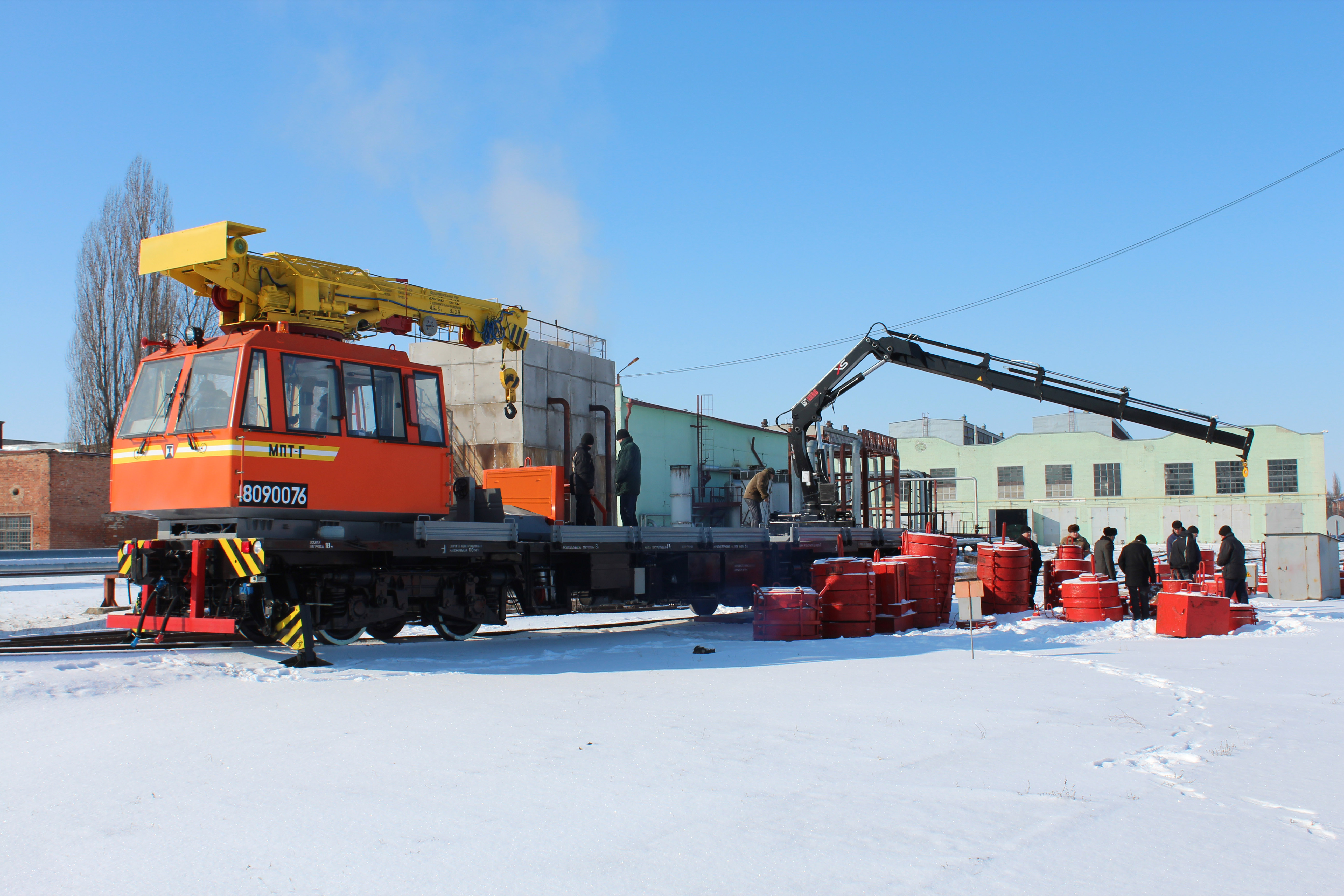
МПТ-Г

ОАО «Тихорецкий машиностроительный завод им. В. В. Воровского» (ОАО «ТМЗ им. В. В. Воровского») — крупное предприятие путевого машиностроения, расположенное в городе Тихорецке Краснодарского края. Является одним из старейших предприятий транспортного машиностроения СССР и современной России. Специализируется на выпуске промышленных машин и оборудования для железнодорожной отрасли. 
В настоящее время ТМЗ им. В. В. Воровского является одним из крупнейших российских производителей путевой техники, обеспечивая путевой техникой не только службы пути и электроснабжения ОАО «Российские железные дороги», но и многие крупные промышленные предприятия России и ближнего зарубежья.  

## История
1 (13) октября 1899 года на станции Тихорецкой акционерного общества Владикавказская железная дорога начали работу паровозоремонтные мастерские, ставшие после ряда преобразований Тихорецким машиностроительным заводом. Это было первое и крупнейшее градообразующее предприятие на северо-востоке Кубани.
До 1912 года в Тихорецких мастерских осуществлялись различные виды ремонта грузовых и маневровых паровозов, ремонтировались вагоны, колесные пары, отливали цветные металлы, выпускались кузнечные изделия и другие виды продукции, обеспечивалась бесперебойная работа ВКЖД.
После первой масштабной реконструкции производства, в 1912 году, номенклатура основных работ мастерских дополнилась переоборудованием узкоколейных американских паровозов на российскую колею для Северного Кавказа.
С 1916 года мастерские приступили к выполнению военных заказов. На токарных станках в большом количестве обтачивались стаканы шрапнельных снарядов, затем они отправлялись на сборку.
С 1917 по 1920 год предприятие изготавливает бронепоезда, ремонтирует пушки, а также другое военное снаряжение для Красной армии Кубано-Черноморской республики, затем Северо-Кавказской, позднее Добровольческой армии.
Май 1923 года. Предприятию присваивается имя дипломата, известного революционера и политического деятеля В. В. Воровского.
1924 год — принимается проект «О расширении Тихорецких мастерских», а с 1925 года по 1929 года «Тихорецкие мастерские имени В. В. Воровского» осуществляют ремонт паровозов, расширяют производство, строят новые цеха.
В январе 1930 года мастерские были преобразованы в паровозоремонтный завод Министерства путей сообщения. К этому году штатная численность персонала завода достигла 2699 человек, а ремонт паровозов по сравнению с 1912 годом увеличивается в 20 раз. С 1934 года по 1936 года возводится мощная ТЭЦ, обеспечивающая электроэнергией не только завод, но и другие предприятия железнодорожного узла.
Перед началом Второй мировой войны завод уже обладал большой социальной базой в Тихорецке: новая фабрика-кухня, клуб «Красный Октябрь», крупнейшая в городе библиотека с читальным залом, детский сад-ясли, велось большое жилищное строительство. С началом Великой Отечественной войны завод наряду с ремонтом тяговой техники производит выпуск оборонной продукции. На деньги заводских рабочих для фронты были построены бронепоезда «Машиностроитель» и «Николай Щорс».
С июля 1942 года по июль 1943 года предприятие находилось в эвакуации в Тбилиси.
Первый год послевоенной пятилетки занимает большое значение в жизни завода. Уже в первом полугодии предприятие достигло довоенного уровня по основному виду производства — ремонту паровозов.
В январе 1956 года Тихорецкий паровозоремонтный завод был преобразован в машиностроительный. В этот период времени завод осваивал выпуск новых видов машин: делались балластно-уплотнительные машины, дробильно-сортировочные установки, тепловозные домкраты ТД-40, снегоуборочные машины СМ-2 и снегоуборочные поезда на базе этой машины. Таким образом, к концу 50-х годов был освоен выпуск 15 видов продукции, в том числе мощной дрезины ЛГК.
В шестидесятые годы продукцию Тихорецкого машиностроительного завода начинают приобретать ГДР, Чехословакия, Индия, Иран, Куба и другие страны. Одновременно с производством работ по машиностроению завод осуществлял в больших объёмах строительство жилья для своих рабочих, благоустройство скверов, тротуаров города и приступил к ремонту Дворца культуры. В 1964 году Дворец культуры завода им. В. В. Воровского был открыт постановкой оперетты Б. А. Александрова «Свадьба в Малиновке».
Семидесятые годы — период активного роста. Назревала необходимость реконструкции завода, строительства новых цехов. Численность работников в тот момент составляет 2712 человек.
За успехи в работе, в феврале 1976 года, «ТМЗ им. В. В. Воровского» награждён орденом «Знак Почета», а имена директоров завода, как и его работников, навсегда вошли в историю предприятия: Николай Гаврилович Черемухин, Григорий Владимирович Ольховский, Борис Яковлевич Сарнов, Николай Андреевич Обрезанов, Григорий Иванович Трипута и др.
В ноябре 1992 года предприятие реорганизуется в акционерное общество «Тихорецкпутьмаш» (Тихорецкий машиностроительный завод им. В. В. Воровского).

### 2000—2016 годы
В 2014 году продукция ОАО «ТМЗ им. В. В. Воровского» значительно отличается от первых выпускаемых им машин. Серийно выпускается продукция нового поколения: автомотрисы 1АДМ-1.3 (с пятитонной крановой установкой), 1АДМ-1.5 (с новым расположением силового оборудования и систем жизнеобеспечения), АДМ-1.5Б (с буровой установкой), АДМ-1С (с поворотной выдвижной монтажной площадкой, оборудованной телескопической люлькой, поднимающей монтажника на высоту до 7,5 метров, буровой установкой для рытья котлованов под опоры контактной сети и крано-манипуляторной установкой), мотовозы МПТ-6, МПТ-6 исп.4 и МПТ-Г. С помощью путевой техники ОАО «ТМЗ им. В. В. Воровского» ремонтируются и обслуживаются пути железных дорог России и стран ближнего зарубежья.
В начале 2000-х годов, ОАО «Тихорецкий машиностроительный завод им. В. В. Воровского» начал глубокую проработку вопроса использования автоматизированных систем на своих машинах.
ОАО «Тихорецкий машиностроительный завод им. В. В. Воровского» разработал и поставил в 2004-м году в Испанию автомотрисы АДМ-1 см, оснащенные российской системой автоматизированного контроля за параметрами силовой установки — АСК. Вторая компьютеризированная машина на базе МПТ-6 исп.3 (с телескопической крановой установкой) имела уже более усовершенствованный бортовой компьютер, контролирующий большее количество параметров.
В 2006 году модифицирована и экипажная часть выпускаемых путевых машин, были включены гидравлические гасители колебаний, что привело к повышению показателя динамических качеств машин и уменьшило вредное воздействие на путь.
В 2007-м году в производство были запущены автомотрисы с новой кабиной, в которой увеличено внутреннее пространство: высота кабины до 2000 мм, длина на 300 мм. Вместо одного пульта кабины оснащаются двумя пультами управления. Для обеспечения возможности управления машиной с двух пультов используется автоматическая система контроля и управления АСКУМ2.
В 2010 году, по результатам заседания, Межведомственной комиссией (МВК) под председательством заместителя генерального директора НИИГЭТ (научно-исследовательский институт городского электротранспорта) «Тихорецкому машиностроительному заводу им. В. В. Воровского» был выдан сертификат соответствия на производство капитально-восстановительного ремонта трамвайных вагонов 71-605. Первый ремонт с элементами модернизации трамвайного вагона КТМ 71-605 был выполнен по заказу Краснодарского трамвайно-троллейбусного управления (МУП «КТТУ»).
В октябре 2010 года ОАО «ТМЗ им. В. В. Воровского» по заказу «Norsk Jernbanedrift» разработало новую путевую машину АДМ-1.3 см.
Автомотриса АДМ-1.3см — первая машина, которая была полностью спроектирована заводом с учётом заданных в UIC и EN стандартов и требований к специальному подвижному составу.
В 2011 году линейка продукции выпускаемой ОАО «ТМЗ им. В. В. Воровского» пополнились двумя видами снегоуборочных машин ТМсв и ТМср, разработанных по заказу ГУП «Петербургский метрополитен» на базе тягового мотовоза ТМ.
В 2013 году ОАО «ТМЗ им. В. В. Воровского» освоило ремонт с модернизацией трамвайных вагонов Татра Т-3 по заказу Краснодарского трамвайно-троллейбусного управления. В ходе ремонта основной упор делался на сохранение аутентичного внешнего вида вагона при одновременном обновлении салона, систем управления и питания. Реостатная система заменена на тиристорную, позволяющую экономить до 40 % электроэнергии за счет возврата в сеть электричества, вырабатываемого при торможении тяговыми электромоторами.
В 2014 году освоен ремонт с модернизацией автомотрис АГМу. Прошедшая ремонт на ОАО «ТМЗ им. В. В. Воровского» автомотриса данного типа получила название АГМу-2, так как переделке подвергается более 60 % конструкции машины. В частности меняются на новые: двигатель, коробка переключения передач, система управления силовой установкой (вместо аналоговой устанавливается цифровая система АСКУМ), кабина машиниста (новая кабина рассчитана на 6 посадочных мест), капот силовой установки, крановая установка (консольный кран меняется на кран-манипулятор, устанавливаемый на задней консоли рамы машины). Первая АГМу-2 с апреля 2014 года работает в ГУП «Московский метрополитен». Продолжая развитие темы малых машин, конструкторский отдел завода разработал тяговый мотовоз ТМ-270, который был изготовлен и продан предприятию «Бакинский метрополитен» в конце сентября 2014 года.
В 2015 году ОАО «ТМЗ им. В. В. Воровского» изготовило мотовоз МТп, являющийся дальнейшим продолжением линейки малых тяговых машин серии «ТМ». Её отличительной чертой является наличие подъемной монтажной площадки, служащей для доставки рабочих, инструментов и материалов к своду тоннеля метро. Разработка МТп велась при консультативной поддержке специалистов метрополитена г. Новосибирска, где сейчас и работает указанный мотовоз. Другой новинкой, вышедшей из ворот завода в 2015 году, стал мотовоз погрузочно-транспортный МПТГ-2. В нём применена дизель-генераторная асинхронная установка, снабжающая электроэнергией асинхронные тяговые электромоторы, смонтированные в двухосных ходовых тележках.

## Продукция
- Мотовозы:
  - Путевая техника для служб пути;
  - Путевая техника для служб автоматики и телемеханики;
  - Тяговые единицы для маневровых работ локомотивных служб;
- Автомотрисы — путевая техника для служб энергоснабжения;
- Вибропогружатель — агрегат для вибропогружения свайных фундаментов под опоры контактной сети;
- Снегоуборочная путевая техника;
- Капитальный ремонт трамвайных вагонов.

## Санкции
14 сентября 2023 года, в ответ на российское нападение на Украину, компания включена в блокирующий санкционный список США против производственного сектора экономики России.